# Christian Dotremont
Christian Dotremont (Tervuren 1922. – Bruxelles 1979.) belgijski je nadrealistički pisac i slikar te je jedan od osnivača pokreta „Cobra“. Poznat je po logogramima, pjesmama u obliku crteža.

## Biografija
Rođen je kao najstarije dijete u jednoj katoličkoj obitelji. Nakon što se obrazovao kod Isusovaca, 1941. godine dolazi u Pariz gdje se upoznaje sa slavnim umjetnicima (Paul Éluard, Jean Cocteau, Pablo Picasso). Upravo u Parizu osniva pokret „Cobra“ (fr. Internationale des artistes expérimentaux) koji su zajedno s njim osnovali i danski slikar Asger Jorn, belgijski pjesnik Joseph Noiret te nizozemski slikari Appel, Corneille, Constant te svi zajedno počinju objavljivati časopis „Cobra“. Glavna obilježja tog pokreta su odbacivanje već utemeljenih teorija, sloboda i prije svega, spontanost. Nakon nekog vremena ispunjenog kreativnošću, Dotremont oboljeva od tuberkuloze 1951. godine. Iste se godine i zaljubljuje u jednu Dankinju. U toj će nesretnoj ljubavi nalaziti inspiraciju i stvaralačku snagu. Počinje pisati pjesme poznate pod imenom „logogrami“ (fr. logogrammes). Tijekom svog boravka u Laponiji u Finskoj, napisao je i svoje prve pjesme u snijegu, tzv. „logoneiges“ i „logoglaces“. Umire 1979. godine.

## Pokret "Cobra"
Cobra (ili fr. Internationale des artistes expérimentaux) umjetnički je pokret koji je 1948. godine utemeljio sam Dotremont, a u tome su mu se pridružili i danski slikar Asger Jorn, belgijski pjesnik Joseph Noiret te nizozemski slikari Appel, Corneille, Constant. Naziv pokreta dolazi od naziva gradova iz kojih dolaze : COpenhague (Kopenhagen), BRuxelles i Amsterdam.
Iz ovog će umjetničkog pokreta proizaći mnoga djela slavnih umjetnika među kojima se osim suosnivača, nalaze i Pierre Alechinsky, Jean-Michel Atlan, Pol Bury, Henry Heerup, Carl-Henning Pedersen, Jacques Doucet, Egill Jacobsen.
Obilježja tog pokreta su umjetnički oblici koji ne ovise o normama. Oni se suprotstavljaju bilo kakvoj vrsti formalizma. 1949. godine počinju objavljivati i časopis „Cobra“ od kojeg će 8 brojeva biti objavljeno. Pokret se ugasio 1951. godine zbog bolesti Dotremonta i danskog slikara Jorna.

## Izabrana djela
- J'écris pour voir
- La pierre et l'oreiller
- Cobra 1948-1951
- Abstrates
- Dotremont et cobra-forêt
- Grand hôtel des valises
- Oeuvres poétiques complètes
- Le grand rendez-vous naturel
- Les Deux Sœurs

## Vanjske poveznice
- http://galeriebirch.dk/en/christian-dotremont/  Arhivirana inačica izvorne stranice od 3. ožujka 2016. (Wayback Machine)